# 15 شعبان
- السبت
- الأحد
- الاثنين
- الثلاثاء
- الأربعاء
- الخميس
- الجمعة

- 2525 يناير 2025
- 2626 يناير 2025
- 2727 يناير 2025
- 2828 يناير 2025
- 2929 يناير 2025
- 3030 يناير 2025
- 131 يناير 2025
- 21 فبراير 2025
- 32 فبراير 2025
- 43 فبراير 2025
- 54 فبراير 2025
- 65 فبراير 2025
- 76 فبراير 2025
- 87 فبراير 2025
- 98 فبراير 2025
- 109 فبراير 2025
- 1110 فبراير 2025
- 1211 فبراير 2025
- 1312 فبراير 2025
- 1413 فبراير 2025
- 1514 فبراير 2025
- 1615 فبراير 2025
- 1716 فبراير 2025
- 1817 فبراير 2025
- 1918 فبراير 2025
- 2019 فبراير 2025
- 2120 فبراير 2025
- 2221 فبراير 2025
- 2322 فبراير 2025
- 2423 فبراير 2025
- 2524 فبراير 2025
- 2625 فبراير 2025
- 2726 فبراير 2025
- 2827 فبراير 2025
- 2928 فبراير 2025

15 شعبان أو 15 شعبان المُعَظّم أو يوم 15 \ 8 (اليوم الخامس عشر من الشهر الثامن) هو اليوم الثاني والعُشرون بعد المائتين (222) من أيَّام السنة (أو الثالث والعُشرون بعد المائتين لو كان شهر جمادى الآخرة مُتممًا لليوم الثلاثين أو الرابع والعُشرون بعد المائتين لو أتم كلًا من صفر وربيع الآخر وجمادى الآخرة ثلاثين يومًا) وفق التقويم الهجري القمري (العربي). يبقى بعده 132 أو 133 يومًا لانتهاء السنة.

## أحداث
- 2 هـ - تحويل القبلة من بيت المقدس إلى مكة المكرمة (الكعبة الشريفة).
- 587 هـ - وقوع معركة أرسوف التي انهزم فيها المسلمون أمام الصليبيين.
- 1128 هـ - القائد الألماني الشهير «الأمين أوجين» ينتصر على الجيش العثماني في معركة بترفارادين، وكان سبب هزيمة العثمانيين هو تشتُّت الجيش العثماني بعد مقتل قائده الوزير تُرك أحمد بك حاكم الأناضول.
- 1242 هـ - السلطان العثماني محمود الثاني يفتتح مدرسة «طِبّ خانة عامرة» أو الكلية الطبية العسكرية، وكان التدريس فيها باللغة الفرنسية؛ ما أدى إلى نشوء جيل متعمق في الثقافة الغربية.
- 1274 هـ - عزل السلطان بهادر شاه عن الحكم في الهند، وكان آخر سلاطين الدولة الإسلامية التي حكمت الهند، وبعزله انتهى الحكم الإسلامي في الهند بعد أن استمر فيها ثمانية قرون ونصف قرن.
- 1294 هـ - القائد العثماني أحمد مختار باشا ينتصر على الجيش الإمبراطوري الروسي في معركة «كدكلر»، ويحصل من السلطان العثماني «عبد الحميد الثاني» على لقب «غازي»؛ لانتصاراته المتعددة على الجيوش الروسية.
- 1337 هـ - انتصار قوات ملك الدولة السعودية الثالثة عبد العزيز آل سعود في معركة تربة على قوات الشريف الحسين بن علي حاكم مكة والمدينة المنورة.
- 1338 هـ - المملكة المتحدة تعلن الانتداب على العراق.
- 1349 هـ - القوات الإيطالية الفاشية تحتل واحة الكفرة الليبية آخر معاقل السنوسيين.
- 1428 هـ - البرلمان التركي ينتخب عبد الله غل رئيسًا وذلك بالجولة الثالثة من التصويت وبعد اعتراض قادة الجيش والعلمانين.
- 1430 هـ - المؤتمر السادس لحركة فتح يصدر قرارًا بالإجماع يحمّل فيه إسرائيل مسؤولية اغتيال رئيس السلطة الوطنية الفلسطينية ياسر عرفات، وإسرائيل ترفض القرار وتصفه بالسخيف.
- 1434 هـ - هجوم من قبل بعض المصريين على الشيخ الشيعي المصري حسن شحاتة يؤدي إلى مقتله، وذلك بعد أن أدلى ببعض التصريحات التهجمية على بعض رموز أهل السنة، وفق عدد من وسائل الإعلام.
- 1437 هـ - انتخاب وزير المواصلات والنقل البحري والاتصالات بن علي يلدرم رئيسًا لِحزب العدالة والتنمية التُركي خلفًا لأحمد داوود أوغلو الذي استقال من المنصب، ورئيس الجمهورية رجب طيب أردوغان يُكلِّفه بِتشكيل حُكومة جديدة.
- 1443 هـ - افتتاح جسر جنق قلعة 1915 الرابط بين آسيا وأوروبا فوق مضيق الدردنيل ليُصبح أطول جسر مُعلَّق في العالم حتَّى تاريخه.

## مواليد
- 255 هـ - محمد بن الحسن المهدي، الإمام الثاني عشر للشيعة الإثني عشرية.
- 476 هـ - القاضي عياض، قاض مالكي وفقيه ومؤرخ مسلم.
- 852 هـ - ابن الفرفور الدمشقي، قاضي شافعي.
- 1030 هـ - محمد بن أبي بكر الشلي، فقيه ومتصوف ومدرس وكاتب يمني.
- 1217 هـ - محمود الآلوسي، مفسر ومحدث وفقيه وأديب وشاعر مسلم.
- 1246 هـ - حيدر الحلي، شاعر عراقي.
- 1326 هـ - عمار سميسم، فقيه جعفري وقاضي شرعي عراقي.
- 1348 هـ - محمد عبد الحليم أبو غزالة، وزير دفاع مصري.
- 1350 هـ -
  - نعيمة الصغير، ممثلة مصرية.
  - عادل خيري، ممثل مصري.
- 1353 هـ - أحمد سيف الإسلام، محامي مصري.
- 1368 هـ - أحمد محرز، ممثل جزائري.
- 1380 هـ - عدنان حمد، لاعب ومدرب كرة قدم عراقي.
- 1392 هـ - بيار أمين الجميل، سياسي لبناني.
- 1393 هـ - محمد الشقنقيري، ممثل مصري.
- 1402 هـ - باسل محرز، إعلامي سوري.
- 1405 هـ - يوسف السالم، لاعب كرة قدم سعودي.

## وفيات
- 329 هـ - علي بن محمد السمري، عالم مسلم شيعي.
- 362 هـ - أبو العلاء المعري، شاعر عربي.
- 427 هـ - الظاهر لإعزاز دين الله، الخليفة الفاطمي السابع والإمام السابع عشر من أئمة الشيعة الإسماعيلية.
- 560 هـ - منصور بن علوان الصيداوي، شاعر شامي.
- 1309 هـ - هاشم الموسوي الأحسائي، فقيه جعفري وقاضي شرعي سعودي.
- 1351 هـ - أحمد شوقي، شاعر مصري وأمير الشعراء العرب.
- 1385 هـ - عبد الله بن سليمان المزروع، كاتب ومسؤول حكومي سعودي.
- 1386 هـ - أمجد الزهاوي، عالم دين وفقيه وداعية عراقي.
- 1392 هـ - آمال زايد، ممثلة مصرية.
- 1413 هـ - محسن سرحان، ممثل مصري.
- 1420 هـ - لطفي زيني، شاعر وممثل ومنولجيست سعودي.
- 1434 هـ -
  - حسن شحاتة، متشيع مصري.
  - نوري فيصل شاهر الحديثي، وزير الأوقاف ووزير الشباب في العراق.
- 1435 هـ - المهدي المنجرة، عالم مستقبليات مغربي.

## مناسبات
- اليوم العالمي للمستضعفين في الأرض (في إيران).
- يوم الجنود المجهولين لإمام الزمان (في إيران).

## وصلات خارجية
- موقع قصة الإسلام: حدث في شهر شعبان.